# أل أوليفر
أل أوليفر (بالإنجليزية: Al Oliver)‏ هو لاعب كرة قاعدة أمريكي، ولد في 14 أكتوبر 1946 في بورتسموث في الولايات المتحدة.

## وصلات خارجية
- أل أوليفر على موقع دوري كرة القاعدة الرئيسي (الإنجليزية)
- أل أوليفر على موقعبيزبول رفرنس.كوم (الدوري الرئيسي) (الإنجليزية)
- أل أوليفر على موقعبيزبول رفرنس.كوم (الدوري الثانوي) (الإنجليزية)
- أل أوليفر على موقع إي إس بي إن.كوم (أم.أل.بي) (الإنجليزية)
- أل أوليفر على موقع مشجعي الرسوم البيانية (الإنجليزية)